# Ruth Hossein
Ruth Nomeí Hossein – argentyńska zapaśniczka. Piąta na mistrzostwach panamerykańskich w 2013. Brązowa medalistka mistrzostw Ameryki Południowej w 2013 i czwarta w 2012 roku.